# Isosaari (ö i Finland, Päijänne-Tavastland, Lahtis, lat 61,37, long 24,99)
Isosaari är en ö i Finland. Den ligger i sjön Vesijako och i kommunen Padasjoki i den ekonomiska regionen  Lahtis ekonomiska region  och landskapet Päijänne-Tavastland, i den södra delen av landet, 130 km norr om huvudstaden Helsingfors. Öns area är 69 hektar och dess största längd är 1,9 kilometer i nord-sydlig riktning.